# مکنری پلیس (آریزونا)
مکنری پلیس (به انگلیسی: McNary Place) یک منطقهٔ مسکونی در ایالات متحده آمریکا است که در آریزونا واقع شده‌است. مکنری پلیس ۱٬۱۸۷ متر بالاتر از سطح دریا واقع شده‌است.